# In situ
In situ – łaciński zwrot oznaczający w dosłownym tłumaczeniu „w miejscu”, mający różne znaczenia zależnie od kontekstu.

## Archeologia
Termin in situ używany jest w odniesieniu do zabytków, które nie zostały przemieszczone z miejsca, w którym zostały odkryte.

## Biologia
W biologii eksperymentalnej jest to rodzaj technik badawczych. Termin odnosi się do reakcji chemicznych lub biochemicznych, przeprowadzonych w utrwalonym chemicznie organizmie, bez naruszenia jego struktury. Najczęściej techniki in situ stosowane są w eksperymentalnej embriologii, w postaci hybrydyzacji in situ. Celem takiego doświadczenia jest identyfikacja struktur anatomicznych, w których zachodzi ekspresja określonego genu.

## Budownictwo
Badania in situ oznaczają badania wykonane na miejscu w terenie.
Prace in situ oznaczają wykonanie ich na budowie np. wykonanie elementów żelbetowych na miejscu, a nie ich prefabrykacja i późniejszy montaż.

## Chemia
W chemii termin ten jest używany w kontekście reakcji chemicznych, w których występuje nietrwały produkt pośredni generowany celowo z trwałego, ale mniej reaktywnego substratu. Produkt pośredni otrzymany in situ ulega natychmiast dalszym procesom, które prowadzą do jego przekształcenia w pożądany produkt końcowy. Bardzo często in situ generowane są rodniki, karbokationy, karboaniony oraz karbeny, które są bardzo reaktywne i nie można ich przechowywać w stanie wolnym.

## Informatyka
W informatyce algorytm in situ jest to algorytm, który do wykonania potrzebuje stałej ilości dodatkowej pamięci komputera, niezależnej od rozmiaru danych wejściowych (oprócz pamięci zajmowanej przez dane wejściowe).

## Kanalizacja
Rodzaj połączenia poza kinetą studni, wykonywany poprzez nawiercanie.

## Medycyna
W medycynie termin używany jest do określania stadium zaawansowania nowotworu. Termin in situ oznacza, że komórki dysplastyczne obecne są na całej grubości nabłonka, lecz nie przekraczają błony podstawnej i nie rozpoczęły inwazji w głąb tkanki, czyli naciekania. Jest to tak zwany rak przedinwazyjny, rak 0°, bądź carcinoma in situ.

## Nauki o Ziemi
W naukach o Ziemi wyróżnia się pomiary in situ w odróżnieniu od pomiarów zdalnych (teledetekcyjnych). W pomiarach in situ czujnik umieszczony jest, w miejscu którego dotyczą pomiary. Przykładami pomiarów in situ są:
- pomiary temperatury z użyciem klasycznego termometru cieczowego,
- pomiary ciśnienia atmosferycznego z użyciem barometru,
- pomiary z użyciem radiosond mocowanych do balonów meteorologicznych,
- pomiary rozmiarów i koncentracji aerozolu atmosferycznego w powietrzu przepływającym przez czujnik optyczny[4].

## Ochrona przyrody
W ochronie przyrody termin in situ oznacza ochronę gatunku w miejscu jego występowania w środowisku.